# Villers-Écalles
Villers-Écalles är en kommun i departementet Seine-Maritime i regionen Normandie i norra Frankrike. Kommunen ligger i kantonen Pavilly som tillhör arrondissementet Rouen. År 2022 hade Villers-Écalles 1 716 invånare.

## Befolkningsutveckling
Antalet invånare i kommunen Villers-Écalles
| Referens: INSEE |